# Columbo
Columbo (llamada así también en Hispanoamérica y Colombo en España) es una serie de televisión estadounidense creada por Richard Levinson y William Link. Tras dos episodios piloto, en 1968 y 1971, en Estados Unidos la serie se emitió regularmente entre 1971 y 1978, y esporádicamente entre 1989 y 2003, hasta un total de 69 episodios. Peter Falk encarna al personaje principal, el teniente Columbo, un detective de homicidios de la Policía de Los Ángeles.

## Características
El teniente Columbo es un famoso policía del departamento de homicidios de la Policía de Los Ángeles, que viste siempre una gabardina vieja, fuma puros y conduce un Peugeot 403 Grande Luxe Cabriolet destartalado. A veces va acompañado por su perro, un basset hound llamado, a falta de un nombre mejor, Perro. Columbo menciona frecuentemente a su esposa, que nunca aparece en la serie, y posee una voz ronca y grave de fumador. Suele ingerir comida basura o improvisada y su plato preferido es un chile con carne y galletitas saladas. 
Aunque algunos se ha especulado que el personaje sea una alusión al físico-culturista Franco Columbu, no hay ninguna evidencia al respecto. Tampoco se conoce el nombre de pila del detective, si bien se ha difundido que se llame Frank Columbo, si bien en ninguno de los episodios se lo llama con ese nombre, y él siempre se presenta a sí mismo como el teniente Columbo; los creadores del programa han aclarado que nunca se le dio un primer nombre. Él también se refería a su esposa como la señora Columbo, tampoco se mencionaba el primer nombre de ésta. Durante años nadie tuvo claro si Columbo, como Peter Falk, tiene un ojo de cristal, pero él ya se encargó de dejarlo claro en 1997, cuando en El rastro del crimen le pide al asesino que vaya con él porque «tres ojos ven mejor que uno». Columbo nunca lleva pistola ni recurre a la violencia física.
La primera particularidad de esta serie es que se sabe siempre quién es el asesino (lo que se conoce como historia de detectives invertida, en inglés howcatchem), ya que, salvo excepciones, el crimen se muestra al principio de cada episodio. Y a pesar de poder observar cómo el asesino —normalmente de la alta sociedad— prepara un crimen en teoría perfecto, se sabe también que el teniente Columbo descubrirá al criminal, gracias a un detalle menor o un descuido ínfimo del asesino. Una vez que Columbo ha decidido quién es el culpable, no lo dejará ni un segundo, haciéndose pasar por una persona despistada para engañar al sospechoso, y fingiendo que se retira para volver otra vez con su perpetua coletilla: «Una cosa más».
Otra curiosidad es que pocas veces hay sangre en la escena del crimen. Los asesinos son excelentes tiradores en el caso de usar arma de fuego, pues la víctima muere instantáneamente; también al usar otros objetos contundentes. Las más de las veces Columbo se presenta siempre maldormido, sin desayunar; pregunta por el dueño de la casa, revisa todos los bolsillos de su ropa para buscar notas o evidencias y apenas muestra su placa, excepto en el primer episodio (ante la viuda del escritor asesinado) y en el segundo (ante un agente de tránsito que lo detiene). Es frecuente que lo confundan con un mendigo o un sintecho o que protesten por su manía de fumar. Su puro siempre está a menos de la mitad de consumido y apagado, y lo prende siempre después de hablar con el asesino; es muy educado con todo el mundo, y alaba siempre de forma desmesurada a los que cree asesinos. Estos siempre son de clase alta, educados y correctos, aunque sufren el tormento de las preguntas siempre incómodas de Columbo, y jamás oponen resistencia al arresto.
Como los asesinatos son cometidos por personajes ricos y de la alta sociedad, suelen creerse por encima de todos a causa de su gran astucia y estatus social. Con ellos, Columbo juega la carta de la humildad y la veneración de sus sospechosos, para hacerles sentirse más confiados y provocando incluso que le traten como un pelagatos, aumentando su seguridad y confianza de que este aparentemente inofensivo policía nunca iba a resolver su crimen.

## Actores, directores, guionistas

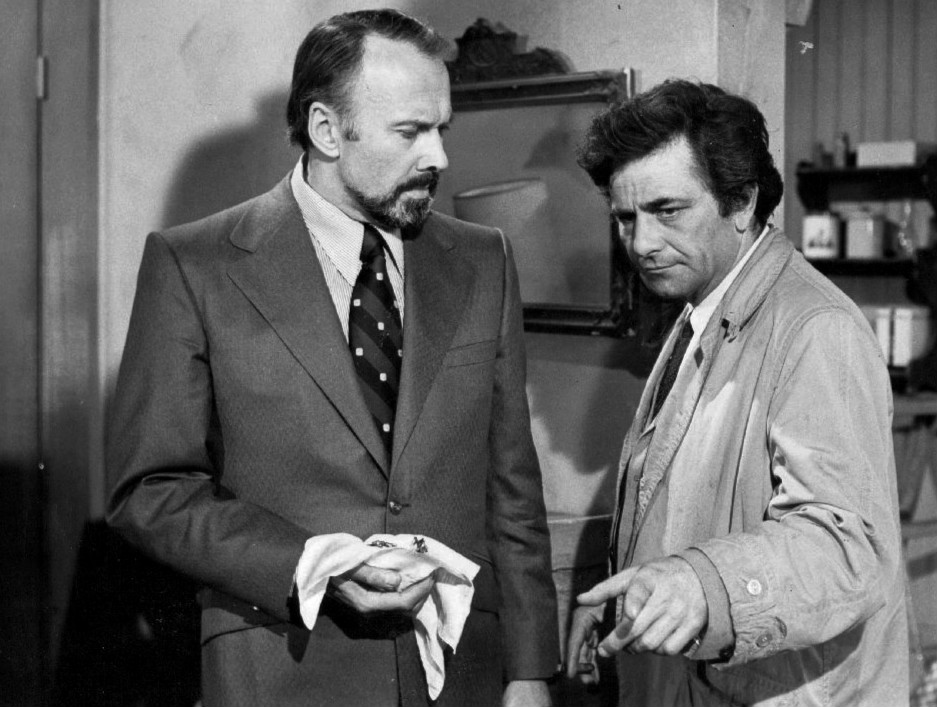
Publicity foto de Peter Falk y Richard Kiley en la televisión program Columbo.

Numerosos actores famosos han encarnado el papel del asesino: Leonard Nimoy, Robert Culp (tres veces, con varios bigotes), Jack Cassidy (tres veces), Ross Martin, Ed Begley Jr., Tyne Daly, William Shatner (dos veces), Patrick McGoohan (tres veces), Robert Vaughn, Laurence Harvey, Ruth Gordon, Janet Leigh, John Cassavetes, Ray Milland, Ricardo Montalban, George Wendt, Johnny Cash, Héctor Elizondo, Martin Landau, Donald Pleasence, Louis Jourdan, Vera Miles, Roddy McDowall, Faye Dunaway, Fisher Stevens, Rip Torn, Billy Connolly, Ian Buchanan, Dick Van Dyke, José Ferrer, Oskar Werner, Richard Kiley, Robert Conrad, Tom Isbell y Theodore Bikel. La propia esposa de Peter Falk, Shera Danese, ha aparecido en seis episodios de Columbo. Por otra parte, los directores fueron bastante más escogidos de lo acostumbrado para películas de televisión: Richard Quine, Steven Spielberg, John Cassavetes (quien también intervino como actor), Patrick McGoohan, Leo Penn (padre de los actores Sean y Chris Penn) y Jonathan Demme, nada menos, entre otros menos conocidos. Los guionistas más destacados fueron, aparte de sus famosos creadores, Richard Levinson y William Link (que hasta 2019 no cobraron derechos por su trabajo), y el guionista hoy célebre del primer episodio y otros muchos, Steven Bochco, Peter S. Fischer, William Driskill y Jackson Gillis.

## La señora Columbo
Una serie derivada, Mrs. Columbo, se inició en 1979, pero fue mal recibida y, tras varios cambios de nombre, desapareció rápidamente. Decepcionó a los fanáticos de la serie original porque iba completamente contra el espíritu de la señora Columbo original, cuyo principal atractivo era precisamente que nunca se la podía ver, a pesar de que en alguna ocasión parecía casi inevitable (en un episodio incluso aparece su plato y su lugar vacío en la mesa, pues acaba de marcharse). Además, la señora Columbo de la serie homónima estaba divorciada del detective, algo simplemente increíble, y su aspecto físico no correspondía con las alusiones hechas por Columbo en la serie.

## Los misterios de la serie
- Poco se sabe de la vida personal del detective, no se conocen tampoco sus datos personales, aunque a lo largo de los capítulos el propio Columbo menciona a su esposa, madre, hijos, primos, cuñados... en algún caso con su nombre de pila o su profesión.

- Los bisabuelos de Columbo eran italianos que emigraron a California. En el episodio 12 indica que su origen es italiano, tanto de padre como de madre

- Columbo pertenece a la religión Cristiana Católica.

- Columbo sabe hablar perfectamente inglés, italiano y entiende y chapurrea pero no sabe hablar a 100%  español y portugués.

- En el episodio 5 dice el nombre de su cuñado: «George, gran pescador» (minuto 38:20). En el mismo episodio también dice el de su sobrina, Marilyn, la hija de la hermana de su esposa: divorciada y casada de nuevo con un policía, tiene seis hijos (minuto 1:11:40). Sin embargo, en el episodio 27 menciona que su cuñado es militar.

- En el episodio 7 dice al novio de la asesina que no bebe licor. Sin embargo, esto se contrapone a varios episodios más donde sí lo hace, como el episodio 3 donde le ofrecen «algo de beber» y él pide Bourbon.
- En el episodio 8 menciona que siempre ha sido una nulidad para las matemáticas y que "hasta mi mujer es la que paga los impuestos".
- En el episodio 9 comenta que su cuñado es abogado. Sin embargo en el episodio 13 refiere que es militar y que le gustarán unas fotos que tomó en Londres.

- Nunca se menciona su nombre de pila; cuando se lo preguntan dice llamarse Teniente, pero en el episodio 5 puede verse enseñando su carnet de policía y aparece claramente escrito Frank. En el episodio 10, en la versión doblada al español (latino), al conocer a Audrey, una niña vecina de la víctima, le dice llamarse Danny; a la misma Audrey le pregunta qué le parece el nombre de Fido para su perro (que aparece por primera vez en ese mismo episodio en el veterinario y al que recogió de la calle), a lo que ella responde: «¡Cómo se le ocurre un nombre tan ridículo para ese pobre perro!».

- En episodio 21 menciona que tiene un tío que se dedica a la venta de propiedades, que antes de ello era conductor de autobuses y que ahora tiene dos Cadillac.
- En el episodio 22 (Publish or Perish) menciona que un primo de su mujer tiene un taller de reparación de vehículos.

- En el episodio 23, él mismo reconoce que tiene hijos y que su madre vive. Sobre el minuto 17 trata de convencer a un educador de perros de que se quede otra semana con su perro, porque «tengo trabajo, y mi mujer y mis hijos han ido a ver a mi madre a Fresno». En el episodio 53, él mismo comenta a la asesina que nunca tuvieron hijos. En el mismo capítulo, ya hacia el final, puede verse una fotografía de él con una mujer que resulta ser su cuñada, ya que a su esposa no le gustan las fotos. Puede decirse con certeza que ambos se aman, ya que, para terminar, él la llama y se le oye decir «Yo también te quiero».

- En el episodio 18 menciona a un sobrino que estudia dermatología. En el episodio 45 menciona que un sobrino suyo es aficionado al tejido y a la halterofilia.

- No se ha visto nunca a su esposa ni tampoco se conoce su nombre. Sin embargo, en el programa The Dean Martin Celebrity Roast, en el episodio protagonizado por Frank Sinatra (2 de julio de 1978), Columbo hace una aparición sorpresa y pide un autógrafo al cantante para su esposa, diciéndole: «Ponga simplemente "Para Rose"» (minuto 17:18-minuto 27:38).[9] En el capítulo 18 le dice a la asesina que su mujer le hace la lista de la compra usando un lápiz de cejas negro.

- En el episodio 67 dice que ha recibido una información de su primo taxista.

- En el episodio 1 de la temporada 5 (Forgotten Lady) comenta que su mujer "es una excelente bailarina y canta muy bien". En el mismo capítulo se le advierte que de no ejercitarse en el polígono de tiro (al cual lleva sin ir diez años) será apartado del servicio.

- No obstante, muchas de estas informaciones pueden entenderse que son falsas. De hecho, en el episodio 62, en donde mantiene una tórrida relación con la asesina, a la que finalmente detiene, cuando su camarero confianzudo se lo recrimina, le responde: «Oye, si te crees todo lo que te dice un policía, eres un majadero».

## Doblaje

### España
En el doblaje de la serie en España, siete actores de doblaje prestaron su voz a Peter Falk en la versión en español:
Jesús Nieto Ovejero junto con Arturo López, fueron la voz en Español de España del actor Peter Falk en la serie de TV Colombo, también doblaron a Peter Falk en otros personajes. También hubo otros cinco actores de doblaje que le doblaron en unos pocos episodios sueltos.
| Actor de doblaje         | Período temporal | Episodios |
| ------------------------ | ---------------- | --- |
| Jesús Nieto              | 1973-1978        | •doblaje eps. 2 a 4, 6 a 27 y 29 a 41                                                                                            |
| José Ángel Juanes Seseña | 1989             | •doblaje eps. 46 a 49 |
| Julio Núñez              | 1991 y 2005      | •redoblaje eps. 34 y 37 •doblaje eps. 43, 45, 66, 67 y 69                                                                        |
| Arturo López             | 1991-1996        | •doblaje eps. 1, 5, 28, 42, 44 y 50 a 65 •redoblaje eps. 7, 10, 13, 19, 20, 24 a 27, 29, 32, 33, 35, 36, 38 a 41 y 46 a 49 (1.º) |
| Luis Carrillo            | 1998-1999        | •redoblaje eps. 46 a 49 (2.º) y 50 a 65                                                                                          |
| Juan Perucho             | 2004             | •doblaje ep. 68 |
| Carlos Ysbert            | 2004             | •redoblaje eps. 2, 8 y 12 |

En otros idiomas del país lo hicieron Enric Isasi-Isasmendi en la versión en catalán (54 episodios en 1998) y Tacho González en la versión en gallego (55 episodios en el 2000).

## Episodios

### Pilotos (1968-1971)
| N.º total | Título en España                              | Título original       | Director       | Guionista(s)                    | Artista(s) invitado(s) | Duración | Fecha en EE. UU. (original) | Fecha en España                        |
| --------- | --------------------------------------------- | --------------------- | -------------- | ------------------------------- | ---------------------- | -------- | --------------------------- | -------------------------------------- |
| 1         | Homicidio por prescripción (doblaje mexicano) | Prescription: Murder  | Richard Irving | Richard Levinson y William Link | Gene Barry             | 95 min.  | 20-2-1968 (NBC)             | doblaje mexicano: 12-1-1969 (La 1)     |
| 1         | Receta: asesinato (doblaje local)             | Prescription: Murder  | Richard Irving | Richard Levinson y William Link | Gene Barry             | 95 min.  | 20-2-1968 (NBC)             | doblaje local: 31-8-1992 (Telecinco)   |
| 2         | Rescate por un muerto                         | Ransom for a Dead Man | Richard Irving | Dean Hargrove                   | Lee Grant              | 95 min.  | 1-3-1971 (NBC)              | doblaje original: 7-9-1992 (Telecinco) |
| 2         | Rescate por un muerto                         | Ransom for a Dead Man | Richard Irving | Dean Hargrove                   | Lee Grant              | 95 min.  | 1-3-1971 (NBC)              | redoblaje: 23-3-2005 (DVD)             |

### 1.ª temporada (1971-1972)
| N.º total | N.º temp. | Título en España                    | Título original      | Director            | Guionista(s)                   | Artista(s) invitado(s)                         | Duración | Fecha en EE. UU. (original)     | Fecha en España                                 |
| --------- | --------- | ----------------------------------- | -------------------- | ------------------- | ------------------------------ | ---------------------------------------------- | -------- | ------------------------------- | ----------------------------------------------- |
| 3         | 1         | Homicidio de acuerdo con el libro   | Murder by the Book   | Steven Spielberg    | Steven Bochco                  | Jack Cassidy                                   | 95 min.  | 15-9-1971 (Mystery Movie, NBC)  | 16-12-1973 (Estrenos TV, La 1)                  |
| 4         | 2         | Suficiente soga                     | Death Lends a Hand   | Bernard L. Kowalski | Richard Levison y William Link | Robert Culp                                    | 90 min.  | 6-10-1971 (Mystery Movie, NBC)  | 20-1-1974 (Estrenos TV, La 1)                   |
| 5         | 3         | Peso muerto                         | Dead Weight          | Jack Smight         | John T. Dugan                  | Eddie Albert                                   | 90 min.  | 27-10-1971 (Mystery Movie, NBC) | 20-9-1992 (Telecinco)                           |
| 6         | 4         | Marco para un asesinato             | Suitable for Framing | Hy Averback         | Jackson Gillis                 | Ross Martin, Kim Hunter y Don Ameche           | 90 min.  | 17-11-1971 (Mystery Movie, NBC) | 31-3-1974 (Estrenos TV, La 1)                   |
| 7         | 5         | La muerte espera (doblaje original) | Lady in Waiting      | Norman Lloyd        | Steven Bochco y Barney Slater  | Susan Clark, Leslie Nielsen y Richard Anderson | 73 min.  | 15-12-1971 (Mystery Movie, NBC) | doblaje original: 24-2-1974 (Estrenos TV, La 1) |
| 7         | 5         | Una mujer espera (redoblaje)        | Lady in Waiting      | Norman Lloyd        | Steven Bochco y Barney Slater  | Susan Clark, Leslie Nielsen y Richard Anderson | 73 min.  | 15-12-1971 (Mystery Movie, NBC) | redoblaje: 14-10-1991 (Telecinco)               |
| 8         | 6         | Cortocircuito (doblaje original)    | Short Fuse           | Edward M. Abroms    | Tine Pine y Jackson Gillis     | Roddy McDowall, James Gregory y Ida Lupino     | 73 min.  | 19-1-1972 (Mystery Movie, NBC)  | doblaje original: 9-6-1974 (Estrenos TV, La 1)  |
| 8         | 6         | Espoleta retardada (redoblaje)      | Short Fuse           | Edward M. Abroms    | Tine Pine y Jackson Gillis     | Roddy McDowall, James Gregory y Ida Lupino     | 73 min.  | 19-1-1972 (Mystery Movie, NBC)  | redoblaje: 23-3-2005 (DVD)                      |
| 9         | 7         | Los planos del crimen               | Blueprint for Murder | Peter Falk          | Steven Bochco                  | Patrick O'Neal y Forrest Tucker                | 72 min.  | 9-2-1972 (Mystery Movie, NBC)   | 28-4-1974 (Estrenos TV, La 1)                   |

### 2.ª temporada (1972-1973)
| N.º total | N.º temp. | Título en España                          | Título original            | Director           | Guionista(s)                                    | Artista(s) invitado(s)            | Duración | Fecha en EE. UU. (original)     | Fecha en España                                  |
| --------- | --------- | ----------------------------------------- | -------------------------- | ------------------ | ----------------------------------------------- | --------------------------------- | -------- | ------------------------------- | ------------------------------------------------ |
| 10        | 1         | Estudio en negro                          | Étude in Black             | Nicholas Colasanto | Steven Bochco, William Link y Richard Levinson  | Pat Morita y John Cassavetes      | 92 min.  | 17-9-1972 (Mystery Movie, NBC)  | doblaje original: 22-9-1974 (Estrenos TV, La 1)  |
| 10        | 1         | Estudio en negro                          | Étude in Black             | Nicholas Colasanto | Steven Bochco, William Link y Richard Levinson  | Pat Morita y John Cassavetes      | 92 min.  | 17-9-1972 (Mystery Movie, NBC)  | redoblaje: 27-9-1992 (Telecinco)                 |
| 11        | 2         | La selva del invernadero                  | The Greenhouse Jungle      | Boris Sagal        | Jonathan Latimer                                | Ray Milland                       | 70 min.  | 15-10-1972 (Mystery Movie, NBC) | 16-2-1975 (Estrenos TV, La 1)                    |
| 12        | 3         | El partido más crucial (doblaje original) | The Most Crucial Game      | Jeremy Kagan       | John T Dugan                                    | Robert Culp                       | 70 min.  | 5-11-1972 (Mystery Movie, NBC)  | doblaje original: 15-12-1974 (Estrenos TV, La 1) |
| 12        | 3         | Un partido crucial (redoblaje)            | The Most Crucial Game      | Jeremy Kagan       | John T Dugan                                    | Robert Culp                       | 70 min.  | 5-11-1972 (Mystery Movie, NBC)  | redoblaje: 27-9-2005 (DVD)                       |
| 13        | 4         | ¡Fuera, mancha maldita!                   | Dagger of the Mind         | Richard Quine      | William Link y Richard Levinson                 | Richard Basehart y Honor Blackman | 93 min.  | 26-11-1972 (Mystery Movie, NBC) | doblaje original: 8-8-1976 (Misterio, La 1)      |
| 13        | 4         | ¡Fuera, mancha maldita!                   | Dagger of the Mind         | Richard Quine      | William Link y Richard Levinson                 | Richard Basehart y Honor Blackman | 93 min.  | 26-11-1972 (Mystery Movie, NBC) | redoblaje: 19-3-1995 (Telecinco)                 |
| 14        | 5         | Una estrella fugaz                        | Requiem for a Falling Star | Richard Quine      | Jackson Gillis                                  | Anne Baxter                       | 70 min.  | 21-1-1973 (Mystery Movie, NBC)  | 26-1-1975 (Estrenos TV, La 1)                    |
| 15        | 6         | Una puntada en el crimen                  | A Stitch in Crime          | Hy Averback        | Shirl Hendryx                                   | Leonard Nimoy                     | 70 min.  | 11-2-1973 (Mystery Movie, NBC)  | 14-7-1974 (Estrenos TV, La 1)                    |
| 16        | 7         | La partida más peligrosa                  | The Most Dangerous Match   | Edward Abroms      | William Link, Richard Levinson y Jackson Gillis | Laurence Harvey y Lloyd Bochner   | 70 min.  | 4-3-1973 (Mystery Movie, NBC)   | 2-3-1975 (Estrenos TV, La 1)                     |
| 17        | 8         | Doble «shock»                             | Double Shock               | Robert Butler      | William Link, Richard Levinson y Jackson Gillis | Martin Landau                     | 70 min.  | 25-3-1973 (Mystery Movie, NBC)  | 30-3-1975 (Estrenos TV, La 1)                    |

### 3.ª temporada (1973-1974)
| N.º total | N.º temp. | Título en España                            | Título original         | Director           | Guionista(s)                  | Artista(s) invitado(s)                                       | Duración | Fecha en EE. UU. (original)     | Fecha en España                                  |
| --------- | --------- | ------------------------------------------- | ----------------------- | ------------------ | ----------------------------- | ------------------------------------------------------------ | -------- | ------------------------------- | ------------------------------------------------ |
| 18        | 1         | Adorable pero letal                         | Lovely But Lethal       | Jeannot Szwarc     | Myrna Bercovici               | Vera Miles y Martin Sheen                                    | 70 min.  | 23-9-1973 (Mystery Movie, NBC)  | 18-5-1975 (Estrenos TV, La 1)                    |
| 19        | 2         | Cualquier viejo puerto para una tormenta    | Any Old Port in a Storm | Leo Penn           | Stanley Ralph Ross            | Donald Pleasence                                             | 91 min.  | 7-10-1973 (Mystery Movie, NBC)  | doblaje original: 17-10-1976 (Estrenos TV, La 1) |
| 19        | 2         | Cualquier viejo puerto para una tormenta    | Any Old Port in a Storm | Leo Penn           | Stanley Ralph Ross            | Donald Pleasence                                             | 91 min.  | 7-10-1973 (Mystery Movie, NBC)  | redoblaje: 5-7-1992 (Telecinco)                  |
| 20        | 3         | Candidato para el crimen (doblaje original) | Candidate for Crime     | Boris Sagal        | Roland Kibbee y Dean Hargrove | Jackie Cooper                                                | 94 min.  | 4-11-1973 (Mystery Movie, NBC)  | doblaje original: 19-9-1976 (Misterio, La 1)     |
| 20        | 3         | Candidato al crimen (redoblaje)             | Candidate for Crime     | Boris Sagal        | Roland Kibbee y Dean Hargrove | Jackie Cooper                                                | 94 min.  | 4-11-1973 (Mystery Movie, NBC)  | redoblaje: 12-7-1992 (Telecinco)                 |
| 21        | 4         | Jugada doble                                | Double Exposure         | Richard Quine      | Stephen J. Cannell            | Robert Culp y Robert Middleton                               | 70 min.  | 16-12-1973 (Mystery Movie, NBC) | 29-6-1975 (Misterio, La 1)                       |
| 22        | 5         | Publicar o morir                            | Publish or Perish       | Robert Butler      | Peter Fischer                 | Jack Cassidy                                                 | 70 min.  | 18-1-1974 (Mystery Movie, NBC)  | 9-11-1975 (Estrenos TV, La 1)                    |
| 23        | 6         | Mente mutilada                              | Mind Over Mayhem        | Alf Kjellin        | Steven Bochco y Dean Hargrov  | José Ferrer y Lew Ayres                                      | 70 min.  | 10-2-1974 (Mystery Movie, NBC)  | 10-8-1975 (Misterio, La 1)                       |
| 24        | 7         | El canto del cisne                          | Swan Song               | Nicholas Colasanto | Roland Kibbee y Dean Hargrove | Johnny Cash, Janit Baldwin y John Randolph                   | 94 min.  | 3-3-1974 (Mystery Movie, NBC)   | doblaje original: 29-8-1976 (Misterio, La 1)     |
| 24        | 7         | El canto del cisne                          | Swan Song               | Nicholas Colasanto | Roland Kibbee y Dean Hargrove | Johnny Cash, Janit Baldwin y John Randolph                   | 94 min.  | 3-3-1974 (Mystery Movie, NBC)   | redoblaje: 20-7-1992 (Telecinco)                 |
| 25        | 8         | Un amigo de verdad                          | A Friend in Deed        | Ben Gazzara        | Peter Fischer y William Link  | Val Avery, Richard Kiley, Michael McGuirre y Rosemary Murphy | 94 min.  | 5-5-1974 (Mystery Movie, NBC)   | doblaje original: 7-11-1976 (Misterio, La 1)     |
| 25        | 8         | Un amigo de verdad                          | A Friend in Deed        | Ben Gazzara        | Peter Fischer y William Link  | Val Avery, Richard Kiley, Michael McGuirre y Rosemary Murphy | 94 min.  | 5-5-1974 (Mystery Movie, NBC)   | redoblaje: 27-7-1992 (Telecinco)                 |

### 4.ª temporada (1974-1975)
| N.º total | N.º temp. | Título en España            | Título original         | Director            | Guionista(s)                      | Artista(s) invitado(s)                                                                          | Duración | Fecha en EE. UU. (original)     | Fecha en España                              |
| --------- | --------- | --------------------------- | ----------------------- | ------------------- | --------------------------------- | ----------------------------------------------------------------------------------------------- | -------- | ------------------------------- | -------------------------------------------- |
| 26        | 1         | Ejercicio para la fatalidad | An Exercise in Fatality | Bernard L. Kowalski | Peter S. Fischer                  | Robert Conrad y Philip Bruns                                                                    | 94 min.  | 15-9-1974 (Mystery Movie, NBC)  | doblaje original: 2-1-1977 (Misterio, La 1)  |
| 26        | 1         | Ejercicio para la fatalidad | An Exercise in Fatality | Bernard L. Kowalski | Peter S. Fischer                  | Robert Conrad y Philip Bruns                                                                    | 94 min.  | 15-9-1974 (Mystery Movie, NBC)  | redoblaje: 10-8-1992 (Telecinco)             |
| 27        | 2         | Reacción negativa           | Negative Reaction       | Alf Kjellin         | Peter S. Fischer                  | Dick Van Dyke, Antoinette Bower, David Sheiner y JoAnna Cameron                                 | 91 min.  | 6-10-1974 (Mystery Movie, NBC)  | doblaje original: 5-6-1977 (Misterio, La 1)  |
| 27        | 2         | Reacción negativa           | Negative Reaction       | Alf Kjellin         | Peter S. Fischer                  | Dick Van Dyke, Antoinette Bower, David Sheiner y JoAnna Cameron                                 | 91 min.  | 6-10-1974 (Mystery Movie, NBC)  | redoblaje: 24-8-1992 (Telecinco)             |
| 28        | 3         | A la luz del amanecer       | By Dawn's Early Light   | Harvey Hart         | Howard Berk                       | Bruce Kirby y Patrick McGoohan                                                                  | 94 min.  | 27-10-1974 (Mystery Movie, NBC) | 3-8-1992 (Telecinco)                         |
| 29        | 4         | El crucero                  | Troubled Waters         | Ben Gazzara         | Jackson Gillis y William Driskill | Robert Vaughn, Poupee Bocar y Jane Greer                                                        | 93 min.  | 9-2-1975 (Mystery Movie, NBC)   | doblaje original: 30-1-1977 (Misterio, La 1) |
| 29        | 4         | El crucero                  | Troubled Waters         | Ben Gazzara         | Jackson Gillis y William Driskill | Robert Vaughn, Poupee Bocar y Jane Greer                                                        | 93 min.  | 9-2-1975 (Mystery Movie, NBC)   | redoblaje: 17-8-1992 (Telecinco)             |
| 30        | 5         | Repetición                  | Playback                | Bernard L. Kowalski | David Lewis y Booker Bradshaw     | Oskar Werner y Gena Rowlands, Robert Brown, Martha Scott, Herbert Jefferson Jr., Patricia Barry | 70 min.  | 2-3-1975 (Mystery Movie, NBC)   | 20-1-1992 (Telecinco)                        |
| 31        | 6         | Un talante mortal           | A Deadly State of Mind  | Harvey Hart         | Peter S. Fischer                  | George Hamilton y Lesley Ann Warren                                                             | 70 min.  | 27-4-1975 (Mystery Movie, NBC)  | 9-7-1999 (Telecinco)                         |

### 5.ª temporada (1975-1976)
| N.º total | N.º temp. | Título en España                                | Título original              | Director         | Guionista(s)     | Artista(s) invitado(s)                                                                              | Duración | Fecha en EE. UU. (original)     | Fecha en España                               |
| --------- | --------- | ----------------------------------------------- | ---------------------------- | ---------------- | ---------------- | --------------------------------------------------------------------------------------------------- | -------- | ------------------------------- | --------------------------------------------- |
| 32        | 1         | La dama olvidada                                | Forgotten Lady               | Harvey Hart      | William Driskill | Janet Leigh y John Payne                                                                            | 90 min.  | 14-9-1975 (Mystery Movie, NBC)  | doblaje original: 27-2-1977 (Misterio, La 1)  |
| 32        | 1         | La dama olvidada                                | Forgotten Lady               | Harvey Hart      | William Driskill | Janet Leigh y John Payne                                                                            | 90 min.  | 14-9-1975 (Mystery Movie, NBC)  | redoblaje: 23-7-1999 (Telecinco)              |
| 33        | 2         | Un caso de inmunidad                            | A Case of Immunity           | Ted Post         | Lou Shaw         | Héctor Elizondo, Dick Dinman y Barry Robins                                                         | 70 min.  | 12-10-1975 (Mystery Movie, NBC) | doblaje original: 29-12-1977 (Misterio, La 1) |
| 33        | 2         | Un caso de inmunidad                            | A Case of Immunity           | Ted Post         | Lou Shaw         | Héctor Elizondo, Dick Dinman y Barry Robins                                                         | 70 min.  | 12-10-1975 (Mystery Movie, NBC) | redoblaje: 3-2-1992 (Telecinco)               |
| 34        | 3         | Crisis de identidad                             | Identity Crisis              | Patrick McGoohan | William Driskill | Leslie Nielsen, Val Avery y Patrick McGoohan                                                        | 93 min.  | 2-11-1975 (Mystery Movie, NBC)  | doblaje original: 3-4-1977 (Misterio, La 1)   |
| 34        | 3         | Crisis de identidad                             | Identity Crisis              | Patrick McGoohan | William Driskill | Leslie Nielsen, Val Avery y Patrick McGoohan                                                        | 93 min.  | 2-11-1975 (Mystery Movie, NBC)  | redoblaje: 5-9-1991 (Telecinco)               |
| 35        | 4         | Un asunto de honor                              | A Matter of Honor            | Ted Post         | Brad Radnitz     | Ricardo Montalbán, Robert Carricant Maria Grimm y Pedro Armendáriz, Jr.                             | 70 min.  | 1-2-1976 (Mystery Movie, NBC)   | doblaje original: 16-10-1977 (Misterio, La 1) |
| 35        | 4         | Un asunto de honor                              | A Matter of Honor            | Ted Post         | Brad Radnitz     | Ricardo Montalbán, Robert Carricant Maria Grimm y Pedro Armendáriz, Jr.                             | 70 min.  | 1-2-1976 (Mystery Movie, NBC)   | redoblaje: 27-1-1992 (Telecinco)              |
| 36        | 5         | Más rápido que el ojo humano (doblaje original) | Now You See Him              | Harvey Hart      | Michael Sloan    | Jack Cassidy, Robert Loggia y Bob Dishy                                                             | 85 min.  | 29-2-1976 (Mystery Movie, NBC)  | doblaje original: 24-7-1977 (Misterio, La 1)  |
| 36        | 5         | Ahora lo ves, ahora no lo ves (redoblaje)       | Now You See Him              | Harvey Hart      | Michael Sloan    | Jack Cassidy, Robert Loggia y Bob Dishy                                                             | 85 min.  | 29-2-1976 (Mystery Movie, NBC)  | redoblaje: 14-9-1992 (Telecinco)              |
| 37        | 6         | Último saludo al comodoro (doblaje original)    | Last Salute to the Commodore | Patrick McGoohan | Jackson Gillis   | Fred Draper, Robert Vaughn, Dennis Dugan, Fred Porter, Wilfrid Hyde-White, Hanna Landy, John Dehner | 90 min.  | 2-5-1976 (Mystery Movie, NBC)   | doblaje original: 5-12-1976 (Misterio, La 1)  |
| 37        | 6         | El último adiós al comodoro (redoblaje)         | Last Salute to the Commodore | Patrick McGoohan | Jackson Gillis   | Fred Draper, Robert Vaughn, Dennis Dugan, Fred Porter, Wilfrid Hyde-White, Hanna Landy, John Dehner | 90 min.  | 2-5-1976 (Mystery Movie, NBC)   | redoblaje: 27-6-1999 (Telecinco)              |

### 6.ª temporada (1976-1977)
| N.º total | N.º temp. | Título en España                       | Título original                       | Director            | Guionista(s)                       | Artista(s) invitado(s)                                                                                    | Duración | Fecha en EE. UU. (original)     | Fecha en España                              |
| --------- | --------- | -------------------------------------- | ------------------------------------- | ------------------- | ---------------------------------- | --- | -------- | ------------------------------- | -------------------------------------------- |
| 38        | 1         | Próxima secuencia, asesinato           | Fade in to Murder                     | Bernard L. Kowalski | Lou Shaw y Peter Fiebleman         | William Shatner, Lola Albright y J.P. Finnegan                                                            | 70 min.  | 10-10-1976 (Mystery Movie, NBC) | doblaje original: 6-11-1977 (Misterio, La 1) |
| 38        | 1         | Próxima secuencia, asesinato           | Fade in to Murder                     | Bernard L. Kowalski | Lou Shaw y Peter Fiebleman         | William Shatner, Lola Albright y J.P. Finnegan                                                            | 70 min.  | 10-10-1976 (Mystery Movie, NBC) | redoblaje: 17-2-1992 (Telecinco)             |
| 39        | 2         | Crimen a la antigua usanza             | Old Fashioned Murder                  | Robert Douglas      | Peter S. Fischer y Peter Fiebleman | Joyce Van Patten y Peter S. Feibleman                                                                     | 72 min.  | 28-11-1976 (Mystery Movie, NBC) | doblaje original: 25-9-1977 (Misterio, La 1) |
| 39        | 2         | Crimen a la antigua usanza             | Old Fashioned Murder                  | Robert Douglas      | Peter S. Fischer y Peter Fiebleman | Joyce Van Patten y Peter S. Feibleman                                                                     | 72 min.  | 28-11-1976 (Mystery Movie, NBC) | redoblaje: 10-2-1992 (Telecinco)             |
| 40        | 3         | El asesinato más inteligente del mundo | The Bye Bye Sky-High I.Q. Murder Case | Sam Wanamaker       | Robert Malcolm Young               | Theodore Bikel, Kenneth Mars, Samantha Eggar, Todd Martín, Mitzi Rogers, Peter Lampert y Jamie Lee Curtis | 70 min.  | 22-5-1977 (Mystery Movie, NBC)  | doblaje original: 23-2-1978 (Misterio, La 1) |
| 40        | 3         | El asesinato más inteligente del mundo | The Bye Bye Sky-High I.Q. Murder Case | Sam Wanamaker       | Robert Malcolm Young               | Theodore Bikel, Kenneth Mars, Samantha Eggar, Todd Martín, Mitzi Rogers, Peter Lampert y Jamie Lee Curtis | 70 min.  | 22-5-1977 (Mystery Movie, NBC)  | redoblaje: 2-3-1992 (Telecinco)              |

### 7.ª temporada (1977-1978)
| N.º total | N.º temp. | Título en España            | Título original          | Director       | Guionista(s)     | Artista(s) invitado(s)                 | Duración | Fecha en EE. UU. (original) | Fecha en España                              |
| --------- | --------- | --------------------------- | ------------------------ | -------------- | ---------------- | -------------------------------------- | -------- | --------------------------- | -------------------------------------------- |
| 41        | 1         | A que no me coges           | Try and Catch Me         | James Frawley  | Gene Thompson    | Ruth Gordon y Mariette Hartley         | 70 min.  | 21-11-1977 (NBC)            | doblaje original: 28-5-1978 (Misterio, La 1) |
| 41        | 1         | A que no me coges           | Try and Catch Me         | James Frawley  | Gene Thompson    | Ruth Gordon y Mariette Hartley         | 70 min.  | 21-11-1977 (NBC)            | redoblaje: 9-3-1992 (Telecinco)              |
| 42        | 2         | Asesinato bajo cristal      | Murder Under Glass       | Jonathan Demme | Robert Van Scoyk | Louis Jourdan y Shera Danese           | 70 min.  | 30-1-1978 (NBC)             | 24-2-1992 (Telecinco)                        |
| 43        | 3         | Hazme un asesinato perfecto | Make Me a Perfect Murder | James Frawley  | Robert Blees     | Trish Van Devere y Laurence Luckinbill | 94 min.  | 28-2-1978 (NBC)             | 2-4-1995 (Telecinco)                         |
| 44        | 4         | Asesinato por teléfono      | How to Dial a Murder     | James Frawley  | Tom Lazarus      | Nicol Williamson y Kim Cattrall        | 70 min.  | 15-4-1978 (NBC)             | 16-3-1992 (Telecinco)                        |
| 45        | 5         | Los conspiradores           | The Conspirators         | Leo Penn       | Howard Berk      | Clive Revill y Jeanette Nolan          | 93 min.  | 13-5-1978 (NBC)             | 29-8-1991 (Telecinco)                        |

### 8.ª temporada (1989)
| N.º total | N.º temp. | Título en España                                          | Título original                | Director      | Guionista(s)                    | Artista(s) invitado(s)                        | Duración | Fecha en EE. UU. (original)    | Fecha en España                                          |
| --------- | --------- | --------------------------------------------------------- | ------------------------------ | ------------- | ------------------------------- | --------------------------------------------- | -------- | ------------------------------ | -------------------------------------------------------- |
| 46        | 1         | La guillotina (doblaje original)                          | Columbo Goes to the Guillotine | Leo Penn      | William Read Woodfield          | Anthony Andrews, Karen Austin y Anthony Zerbe | 90 min.  | 6-2-1989 (Mystery Movie, ABC)  | doblaje original: 4-9-1989 (VHS)                         |
| 46        | 1         | Colombo va a la guillotina (redoblajes)                   | Columbo Goes to the Guillotine | Leo Penn      | William Read Woodfield          | Anthony Andrews, Karen Austin y Anthony Zerbe | 90 min.  | 6-2-1989 (Mystery Movie, ABC)  | primer redoblaje: 27-7-1992 (Nuestros detectives, La 1)  |
| 46        | 1         | Colombo va a la guillotina (redoblajes)                   | Columbo Goes to the Guillotine | Leo Penn      | William Read Woodfield          | Anthony Andrews, Karen Austin y Anthony Zerbe | 90 min.  | 6-2-1989 (Mystery Movie, ABC)  | segundo redoblaje: 7-2-1999 (Telecinco)                  |
| 47        | 2         | Sombras, humo y asesinato (doblaje original)              | Murder, Smoke and Shadows      | Jim Frawley   | Richard Alan Simmons            | Fisher Stevens, Jeff Perry y Molly Hagan      | 92 min.  | 27-2-1989 (Mystery Movie, ABC) | doblaje original: 2-10-1989 (VHS)                        |
| 47        | 2         | Asesinato, sombra y humo (primer redoblaje)               | Murder, Smoke and Shadows      | Jim Frawley   | Richard Alan Simmons            | Fisher Stevens, Jeff Perry y Molly Hagan      | 92 min.  | 27-2-1989 (Mystery Movie, ABC) | primer redoblaje: 16-5-1993 (Segunda sesión, La 1)       |
| 47        | 2         | Crimen, humo y sombras (segundo redoblaje)                | Murder, Smoke and Shadows      | Jim Frawley   | Richard Alan Simmons            | Fisher Stevens, Jeff Perry y Molly Hagan      | 92 min.  | 27-2-1989 (Mystery Movie, ABC) | segundo redoblaje: 10-1-1999 (Telecinco)                 |
| 48        | 3         | Matrimonio, sexo y detectives (doblaje original)          | Sex and the Married Detective  | James Frawley | Jerry Ludwig                    | Lindsay Crouse y Peter Jurasik                | 90 min.  | 3-4-1989 (Mystery Movie, ABC)  | doblaje original: 1-12-1989 (VHS)                        |
| 48        | 3         | Sexo y el detective casado (primer redoblaje)             | Sex and the Married Detective  | James Frawley | Jerry Ludwig                    | Lindsay Crouse y Peter Jurasik                | 90 min.  | 3-4-1989 (Mystery Movie, ABC)  | primer redoblaje: 25-4-1993 (Segunda sesión, La 1)       |
| 48        | 3         | El sexo y el detective casado (segundo redoblaje)         | Sex and the Married Detective  | James Frawley | Jerry Ludwig                    | Lindsay Crouse y Peter Jurasik                | 90 min.  | 3-4-1989 (Mystery Movie, ABC)  | segundo redoblaje: 17-1-1999 (Telecinco)                 |
| 49        | 4         | Grandes decepciones (doblaje original y primer redoblaje) | Grand Deceptions               | Sam Wanamaker | Richard Levinson y William Link | James Lashly y Robert Foxworth                | 91 min.  | 1-5-1989 (Mystery Movie, ABC)  | doblaje original: 5-2-1990 (VHS)                         |
| 49        | 4         | Grandes decepciones (doblaje original y primer redoblaje) | Grand Deceptions               | Sam Wanamaker | Richard Levinson y William Link | James Lashly y Robert Foxworth                | 91 min.  | 1-5-1989 (Mystery Movie, ABC)  | primer redoblaje: 26-12-1992 (Nuestros detectives, La 2) |
| 49        | 4         | Grandes engaños (segundo redoblaje)                       | Grand Deceptions               | Sam Wanamaker | Richard Levinson y William Link | James Lashly y Robert Foxworth                | 91 min.  | 1-5-1989 (Mystery Movie, ABC)  | segundo redoblaje: 24-1-1999 (Telecinco)                 |

### 9.ª temporada (1989-1990)
| N.º total | N.º temp. | Título en España                              | Título original             | Director         | Guionista(s)           | Artista(s) invitado(s)                      | Duración | Fecha en EE. UU. (original)     | Fecha en España                                         |
| --------- | --------- | --------------------------------------------- | --------------------------- | ---------------- | ---------------------- | ------------------------------------------- | -------- | ------------------------------- | ------------------------------------------------------- |
| 50        | 1         | Asesinato, un autorretrato (doblaje original) | Murder, a Self-Portrait     | James Frawley    | Robert Sherman         | Shera Danese, Vito Scotti y Patrick Bauchau | 88 min.  | 25-11-1989 (Mystery Movie, ABC) | doblaje original: 30-5-1993 (Segunda sesión, La 1)      |
| 50        | 1         | Crimen, un autorretrato (redoblaje)           | Murder, a Self-Portrait     | James Frawley    | Robert Sherman         | Shera Danese, Vito Scotti y Patrick Bauchau | 88 min.  | 25-11-1989 (Mystery Movie, ABC) | redoblaje: 31-1-1999 (Telecinco)                        |
| 51        | 2         | Colombo y la falsa alarma (doblaje original)  | Columbo Cries Wolf          | Daryle Duke      | William Read Woodfield | Ian Buchanan y Deidre Hall                  | 92 min.  | 20-1-1990 (Mystery Movie, ABC)  | doblaje original: 20-2-1993 (Nuestros detectives, La 2) |
| 51        | 2         | Colombo grita «al lobo» (redoblaje)           | Columbo Cries Wolf          | Daryle Duke      | William Read Woodfield | Ian Buchanan y Deidre Hall                  | 92 min.  | 20-1-1990 (Mystery Movie, ABC)  | redoblaje: 14-2-1999 (Telecinco)                        |
| 52        | 3         | Agenda para un asesinato (doblaje original)   | Agenda for Murder           | Patrick McGoohan | Jeffrey Blomm          | Patrick McGoohan, Denis Arndt y Bruce Kirby | 90 min.  | 10-2-1990 (Mystery Movie, ABC)  | doblaje original: 9-5-1993 (Segunda sesión, La 1)       |
| 52        | 3         | Agenda para el crimen (redoblaje)             | Agenda for Murder           | Patrick McGoohan | Jeffrey Blomm          | Patrick McGoohan, Denis Arndt y Bruce Kirby | 90 min.  | 10-2-1990 (Mystery Movie, ABC)  | redoblaje: 21-2-1999 (Telecinco)                        |
| 53        | 4         | Descanse en paz, señora Colombo               | Rest in Peace, Mrs. Columbo | Vincent McEveety | Peter S. Fischer       | Helen Shaver y Ian McShane                  | 91 min.  | 31-3-1990 (Mystery Movie, ABC)  | doblaje original: 29-8-1994 (Nuestros detectives, La 1) |
| 53        | 4         | Descanse en paz, señora Colombo               | Rest in Peace, Mrs. Columbo | Vincent McEveety | Peter S. Fischer       | Helen Shaver y Ian McShane                  | 91 min.  | 31-3-1990 (Mystery Movie, ABC)  | redoblaje: 28-2-1999 (Telecinco)                        |
| 54        | 5         | Frágil yace la Corona (doblaje original)      | Uneasy Lies the Crown       | Alan J. Levi     | Steven Bochco          | James Read y Jo Anderson                    | 91 min.  | 28-4-1990 (Mystery Movie, ABC)  | doblaje original: 2-5-1993 (Segunda sesión, La 1)       |
| 54        | 5         | Inestable se halla la Corona (redoblaje)      | Uneasy Lies the Crown       | Alan J. Levi     | Steven Bochco          | James Read y Jo Anderson                    | 91 min.  | 28-4-1990 (Mystery Movie, ABC)  | redoblaje: 7-3-1999 (Telecinco)                         |
| 55        | 6         | Asesinato en Malibú (doblaje original)        | Murder in Malibu            | Walter Grauman   | Jackson Gillis         | Andrew Stevens y Brenda Vaccaro             | 90 min.  | 14-5-1990 (ABC)                 | doblaje original: 11-7-1993 (Segunda sesión, La 1)      |
| 55        | 6         | Crimen en Malibú (redoblaje)                  | Murder in Malibu            | Walter Grauman   | Jackson Gillis         | Andrew Stevens y Brenda Vaccaro             | 90 min.  | 14-5-1990 (ABC)                 | redoblaje: 14-3-1999 (Telecinco)                        |

### 10.ª temporada y especiales (1990-2003)
Tras la décima temporada, se suelen considerar a los capítulos especiales como las temporadas once y doce, u once, doce y trece de acuerdo a los países donde fueron doblados y transmitidos.
| N.º total | N.º temp. | Título en España                                                       | Título original                                 | Director         | Guionista(s)                                  | Artista(s) invitado(s)                                      | Duración | Fecha en EE. UU. (original)                   | Fecha en España                                   |
| --------- | --------- | ---------------------------------------------------------------------- | ----------------------------------------------- | ---------------- | --------------------------------------------- | ----------------------------------------------------------- | -------- | --------------------------------------------- | ------------------------------------------------- |
| 56        | 1         | Colombo va a la universidad                                            | Columbo Goes to College                         | E.W. Swackhamer  | Richard Levinson y William Link               | Stephen Caffrey, Gary Hershberger y James Sutorius          | 88 min.  | 9-12-1990 (ABC)                               | doblaje original: 1-10-1994 (La 1)                |
| 56        | 1         | Colombo va a la universidad                                            | Columbo Goes to College                         | E.W. Swackhamer  | Richard Levinson y William Link               | Stephen Caffrey, Gary Hershberger y James Sutorius          | 88 min.  | 9-12-1990 (ABC)                               | redoblaje: 21-3-1999 (Telecinco)                  |
| 57        | 2         | El asesinato puede ser perjudicial para la salud (doblaje original)    | Caution: Murder Can Be Hazardous to Your Health | Daryl Duke       | Sonia Wolf, Patricia Ford y April Raynell     | George Hamilton y Peter Haskell                             | 84 min.  | 20-2-1991 (Movie Special, ABC)                | doblaje original: 8-10-1994 (La 1)                |
| 57        | 2         | Precaución: el asesinato puede ser peligroso para la salud (redoblaje) | Caution: Murder Can Be Hazardous to Your Health | Daryl Duke       | Sonia Wolf, Patricia Ford y April Raynell     | George Hamilton y Peter Haskell                             | 84 min.  | 20-2-1991 (Movie Special, ABC)                | redoblaje: 28-3-1999 (Telecinco)                  |
| 58        | 3         | Colombo y el asesinato de una estrella de «rock»                       | Columbo and the Murder of a Rock Star           | Alan J. Levi     | William Read Woodfield                        | Cheryl Paris, Dabney Coleman, Shera Danese y Little Richard | 80 min.  | 29-4-1991 (ABC)                               | doblaje original: 22-10-1994 (La 1)               |
| 58        | 3         | Colombo y el asesinato de una estrella de «rock»                       | Columbo and the Murder of a Rock Star           | Alan J. Levi     | William Read Woodfield                        | Cheryl Paris, Dabney Coleman, Shera Danese y Little Richard | 80 min.  | 29-4-1991 (ABC)                               | redoblaje: 23-5-1999 (Telecinco)                  |
| 59        | 4         | Asesinato por la lotería (doblaje original)                            | Death Hits the Jackpot                          | Vincent McEveety | Jeffrey Bloom                                 | Gary Kroeger, Jamie Rose, Rip Torn y Betsy Palmer           | 80 min.  | 15-12-1991 (ABC)                              | doblaje original: 2-2-1997 (Especial cine, La 1)  |
| 59        | 4         | Lotería mortal (redoblaje)                                             | Death Hits the Jackpot                          | Vincent McEveety | Jeffrey Bloom                                 | Gary Kroeger, Jamie Rose, Rip Torn y Betsy Palmer           | 80 min.  | 15-12-1991 (ABC)                              | redoblaje: 30-5-1999 (Telecinco)                  |
| 60        | 5         | Sin tiempo para morir (doblaje original)                               | No Time to Die                                  | Alan J. Levi     | Robert van Scoyk y Ed McBain                  | Thomas Calabro, Joanna Going y Daniel McDonald              | 80 min.  | 15-3-1992 (Sunday Night Movie, ABC)           | doblaje original: 10-2-1996 (La 1)                |
| 60        | 5         | No hay tiempo para morir (redoblaje)                                   | No Time to Die                                  | Alan J. Levi     | Robert van Scoyk y Ed McBain                  | Thomas Calabro, Joanna Going y Daniel McDonald              | 80 min.  | 15-3-1992 (Sunday Night Movie, ABC)           | redoblaje: 4-4-1999 (Telecinco)                   |
| 61        | 6         | Pájaro en mano (doblaje original)                                      | A Bird in the Hand...                           | Vincent McEveety | Jackson Gillis                                | Greg Evigan, Steve Forrest y Tyne Daly                      | 88 min.  | 22-11-1992 (ABC)                              | doblaje original: 24-2-1996 (La 1)                |
| 61        | 6         | Más vale pájaro en mano (redoblaje)                                    | A Bird in the Hand...                           | Vincent McEveety | Jackson Gillis                                | Greg Evigan, Steve Forrest y Tyne Daly                      | 88 min.  | 22-11-1992 (ABC)                              | redoblaje: 18-4-1999 (Telecinco)                  |
| 62        | 7         | Todo forma parte del juego (doblaje original)                          | It's All in the Game                            | Vincent McEveety | Peter Falk                                    | Faye Dunaway, Claudia Christian, Armando Pucci y Bill Macy  | 91 min.  | 31-10-1993 (ABC)                              | doblaje original: 9-3-1996 (La 1)                 |
| 62        | 7         | Todo está en el juego (redoblaje)                                      | It's All in the Game                            | Vincent McEveety | Peter Falk                                    | Faye Dunaway, Claudia Christian, Armando Pucci y Bill Macy  | 91 min.  | 31-10-1993 (ABC)                              | redoblaje: 9-5-1999 (Telecinco)                   |
| 63        | 8         | Mariposa de color gris (doblaje original)                              | Butterfly in Shades of Grey                     | Dennis Dugan     | Peter S. Fischer                              | William Shatner, Molly Hagan y Jack Laufer                  | 87 min.  | 10-1-1994 (ABC)                               | doblaje original: 2-3-1996 (La 1)                 |
| 63        | 8         | Mariposa en sombras grises (redoblaje)                                 | Butterfly in Shades of Grey                     | Dennis Dugan     | Peter S. Fischer                              | William Shatner, Molly Hagan y Jack Laufer                  | 87 min.  | 10-1-1994 (ABC)                               | redoblaje: 11-4-1999 (Telecinco)                  |
| 64        | 9         | Colombo trabaja de incógnito (doblaje original)                        | Undercover                                      | Vincent McEveety | Gerry Day y Ed McBain                         | Ed Begley, Jr. y Harrison Page                              | 88 min.  | 2-5-1994 (ABC)                                | doblaje original: 16-3-1996 (La 1)                |
| 64        | 9         | Colombo se disfraza (redoblaje)                                        | Undercover                                      | Vincent McEveety | Gerry Day y Ed McBain                         | Ed Begley, Jr. y Harrison Page                              | 88 min.  | 2-5-1994 (ABC)                                | redoblaje: 25-4-1999 (Telecinco)                  |
| 65        | 10        | Extraños compañeros de cama                                            | Strange Bedfellows                              | Vincent McEveety | Lawrence Vail                                 | George Wendt y Rod Steiger                                  | 89 min.  | 8-5-1995 (ABC)                                | doblaje original: 17-3-1997 (Especial cine, La 1) |
| 65        | 10        | Extraños compañeros de cama                                            | Strange Bedfellows                              | Vincent McEveety | Lawrence Vail                                 | George Wendt y Rod Steiger                                  | 89 min.  | 8-5-1995 (ABC)                                | redoblaje: 16-5-1999 (Telecinco)                  |
| 66        | 11        | El rastro del crimen                                                   | A Trace of Murder                               | Vincent McEveety | Charles Kipps                                 | Shera Danese, David Rasche, Barry Corbin y Raye Birk        | 80 min.  | 15-5-1997 (Thursday Night Movie, ABC)         | 19-3-2005 (Calle 13)                              |
| 67        | 12        | Polvo al polvo                                                         | Ashes to Ashes                                  | Patrick McGoohan | Jeffrey Hatcher                               | Rue McClanahan, Sally Kellerman y Catherine McGoohan        | 86 min.  | 8-10-1998 (ABC)                               | 20-3-2005 (Calle 13)                              |
| 68        | 13        | Asesinato con demasiadas notas                                         | Murder With Too Many Notes                      | Patrick McGoohan | Jeffrey Cava, Patrick McGoohan y Jeffrey Cava | Billy Connolly y Chad Willett                               | 80 min.  | 12-3-2001 (Monday Night Movie, ABC)           | 3-3-2004 (La película de la mañana, La 2)         |
| 69        | 14        | A Colombo le gusta la noche                                            | Columbo Likes the Nightlife                     | Jeffrey Reiner   | Michael Alaimo                                | Matthew Rhys y Jennifer Sky                                 | 84 min.  | 30-1-2003 (Thursday Night at the Movies, ABC) | 3-4-2005 (Calle 13)                               |

## Premios
Peter Falk ganó cinco premios gracias a su papel de Columbo: cuatro Emmy (1972, 1975, 1976 y 1990) y un Globo de Oro (1973). A esos mismos premios estuvo nominado en otras catorce ocasiones por el mismo papel: seis a los Emmy (1973, 1974, 1977, 1978, 1991 y 1994) y ocho a los Globo de Oro (1972, 1974, 1975, 1976, 1978, 1991, 1992 y 1994).